# Blair Kinghorn
Blair Simon Kinghorn (* 18. Januar 1997 in Edinburgh) ist ein schottischer Rugby-Union-Spieler und früherer Siebener-Rugby-Spieler. Er spielt auf den Positionen des Schlussmanns und des Verbindungshalbs für das schottische Franchise Edinburgh Rugby und die schottische Nationalmannschaft.

## Biografie

### Vereinskarriere
Kinghorn spielte in seiner Kindheit Fußball beim Tynecastle FC und kam mit 14 Jahren zur Juniorenakademie von Heart of Midlothian. Ein Jahr später gab er jedoch das Fußballspielen auf und entschied sich endgültig für Rugby, das er zuvor in der Schule regelmäßig gespielt hatte. Er absolvierte die renommierte Edinburgh Academy und gehörte der Schulmannschaft an, die zu den besten Schottlands zählt. Mit den Junioren des Currie RFC gewann er den schottischen Pokal auf der U16-Stufe. Im Mai 2015 erhielt Kinghorn vom Franchise Edinburgh Rugby seinen ersten, auf zunächst zwei Jahre befristeten Profivertrag. Sein Debüt in der damaligen Pro 12 gab er am 24. Oktober 2015 bei der 11:19-Auswärtsniederlage gegen Zebre Parma, seinen ersten Versuch erzielte er am 7. Oktober 2016 beim 45:10-Heimsieg gegen Benetton Rugby Treviso.
Nachdem er seinen Vertrag erstmals verlängert hatte, schaffte Kinghorn in der Saison 2017/18 den Durchbruch und etablierte sich als Stammspieler. Aufgrund seiner herausragenden Leistungen wurde er ins „Dream Team“ der Pro14 gewählt. Am 15. Mai 2021 bestritt er sein 100. Spiel für Edinburgh; im Alter von 24 Jahren und 117 Tagen wurde er damit zum jüngsten Spieler dieses Franchises, der diese Marke schaffte.

### Nationalmannschaft
Kinghorn gehörte der schottischen U18- und U20-Auswahl an und nahm mit letzterer an der Juniorenweltmeisterschaft 2015 teil. Nationaltrainer Gregor Townsend berief ihn im Januar 2018 in den Kader für das Six Nations 2018. Sein erstes Test Match für die schottische Nationalmannschaft bestritt er am 24. Februar 2018 als Einwechselspieler beim 25:13-Sieg gegen England. Zwei Wochen später gehörte er gegen Irland erstmals der Startformation an und erzielte auch seinen ersten Versuch auf internationaler Ebene, der aber die 8:24-Niederlage nicht abwenden konnte. Im Rahmen des Six Nations 2019 gelang ihm beim 33:20 gegen Italien ein Hattrick; es war dies der erste eines Schotten seit 1989. Während der Weltmeisterschaft 2019 stand er in den Gruppenspielen gegen Russland und Japan auf dem Feld.